# Sergej Moya
Sergej Moya (* 4. Januar 1988 in Berlin) ist ein deutscher Schauspieler, Drehbuchautor und Regisseur.

## Karriere als Schauspieler
Seine erste Rolle spielte Sergej Moya 2001 im Kinofilm Frau2 sucht HappyEnd. Es folgte eine kleine Rolle in der Neuverfilmung des Erich-Kästner-Romans Emil und die Detektive. Der schauspielerische Durchbruch gelang ihm 2003 an der Seite von Götz George und Klaus J. Behrendt im mehrfach ausgezeichneten WDR-Fernsehfilm Mein Vater. 2005 spielte er ein weiteres Mal neben George in der Schimanski-Folge Sünde.
In der Sat.1-Krimireihe Ein Fall für den Fuchs spielte er den Filmsohn von Walter Sittler, in der ARD-Reihe Commissario Laurenti ist er an der Seite von Henry Hübchen zu sehen. Für seine Rolle in Keller – Teenage Wasteland erhielt Moya den Undine Award 2006 als bester Schauspieler in einem Kinofilm. 2006 war er neben Uwe Ochsenknecht in Der beste Lehrer der Welt zu sehen. 2007 wurde er für die Goldene Romy als „Beliebtester Shootingstar“ nominiert. Moya hat keinen Schulabschluss und konzentriert sich seit Anfang 2006 auf die Schauspielerei. Er spielte in verschiedenen Fernsehreihen wie beispielsweise Polizeiruf 110, Commissario Laurenti, Der Alte sowie in mehreren Tatort-Folgen mit.

## Arbeit als Regisseur und Autor
Seit 2009 ist Moya auch als Regisseur und Autor tätig. Sein Kurzfilm Hollywood Drama lief im Wettbewerb des Filmfestivals Max Ophüls Preis 2010 und wurde in der Reihe Perspektive deutsches Kino der Berlinale 2010 gezeigt. Sein Filmprojekt Hotel Desire, ein Erotikfilm mit Clemens Schick und Saralisa Volm, wurde durch Crowdfunding finanziert. Die Summe von 170.000 Euro wurde noch vor der offiziellen Frist von 80 Tagen eingesammelt. Über seinen Film Jan Josef Liefers – Soundtrack meines Lebens (MDR, 2014) urteilte Tatjana Kerschbaumer im Tagesspiegel: „Selten ist es gelungen, die Biografie einer Person, Musikgeschichte und Politik so komprimiert und alles andere als dröge zusammenzufassen.“

## Filmografie (Auswahl)
- 2001: Frau2 sucht HappyEnd
- 2001: Emil und die Detektive
- 2003: Tatort – Bermuda
- 2003: Mein Vater
- 2004–2007: Ein Fall für den Fuchs (TV-Fernsehreihe, 6 Episoden)
- 2005: Schimanski - Sünde
- 2005: Die Wolke
- 2005: Keller – Teenage Wasteland
- 2006: Commissario Laurenti – Die Toten vom Karst
- 2006: Commissario Laurenti – Gib jedem seinen eigenen Tod
- 2006: Der beste Lehrer der Welt
- 2006: Der Kriminalist – Verbranntes Glück
- 2007: Tatort – Das namenlose Mädchen
- 2007: Böse Bilder
- 2007: Polizeiruf 110 – Farbwechsel
- 2007: Commissario Laurenti – Tod auf der Warteliste
- 2007: Commissario Laurenti – Der Tod wirft lange Schatten
- 2008: Kronos. Ende und Anfang
- 2008: Stille Post
- 2009: Commissario Laurenti – Totentanz
- 2009: Tatort – Falsches Leben (MDR)
- 2010: Tatort – Hilflos (SR)
- 2010: Shahada
- 2010: Die blaue Periode (Kurzfilm; Buch und Regie)
- 2010: Hollywood Drama (Kurzfilm; Buch und Regie)
- 2010: Des Kaisers neue Kleider
- 2010: Go West – Freiheit um jeden Preis
- 2011: Hotel Desire (Buch und Regie)
- 2012: Polizeiruf 110 – Bullenklatschen
- 2012: Kommissar Stolberg – Blutsbrüder
- 2012: Der Dicke – Verlustgeschäft
- 2012: Der Turm (Zweiteiliger Fernsehfilm) – Regie: Christian Schwochow
- 2013: Tatort – Eine andere Welt (WDR)
- 2014: Jan Josef Liefers – Soundtrack meines Lebens (MDR)
- 2017: Die Chefin – Prager Kristalle
- 2017: Die Unsichtbaren – Wir wollen leben
- 2018: Wolfsland: Irrlichter
- 2022: Die Glücksspieler (Fernsehserie)